# 安托諾韋
47°51′6″N 31°35′57″E / 47.85167°N 31.59917°E
安托諾韋（烏克蘭語：Антонове），是烏克蘭南部的村莊，隸屬尼古拉耶夫州的沃茲涅先斯克區。該村始建於1765年，面積0.37平方公里，海拔高度102米，2001年人口439，人口密度每平方公里1,186.5人。